# Vargula harveyi
Vargula harveyi is een mosselkreeftjessoort uit de familie van de Cypridinidae. De wetenschappelijke naam van de soort is voor het eerst geldig gepubliceerd in 1965 door Komicker & King.